# Inteja Imca-Ridea DCT
Team INTEJA (código UCI: DCT) es un equipo ciclista dominicano de categoría amateur desde el año 2020. Hasta 2019 fue de categoría Continental.
Fue creado para la temporada 2015 siendo el primer equipo profesional de la República Dominicana.

## Sede
El equipo tiene su sede en:
C/B, ESQ. El Vergel, Edif. Inteja, El Vergel
10107 Santo Domingo, DN

## Clasificaciones UCI
El equipo participa en los circuitos continentales, principalmente en el UCI America Tour.

### UCI Africa Tour
| Temporada | Clasificación por equipos | Mejor corredor    | Posición |
| 2018      | 19º                       | Francisco Mancebo | 159º     |

### UCI America Tour
| Temporada | Clasificación por equipos | Mejor corredor      | Posición |
| 2015      | 22.º                      | Diego Milán         | 78.º     |
| 2016      | 11º                       | Miguel Luis Álvarez | 80.º     |
| 2017      | 13º                       | Diego Milán         | 25º      |
| 2018      | 13º                       | Diego Milán         | 43.º     |
| 2019      | 16º                       | Diego Milán         | 91.º     |

### UCI Europe Tour
| Temporada | Clasificación por equipos | Mejor corredor | Posición |
| 2015      | 97.º                      | Diego Milán    | 298.º    |
| 2016      | 131.º                     | Diego Milán    | 1516.º   |
| 2017      | 112.º                     | Albert Torres  | 576.º    |
| 2018      | 101.º                     | Albert Torres  | 494.º    |

## Palmarés
Para años anteriores véase:Palmarés del Inteja Imca-Ridea DCT

### Palmarés 2021

#### Circuitos Continentales UCI
| Fechas        | Circuito              | Carreras                        | Ganador        |
| 26 de octubre | UCI America Tour 2021 | 5.ª etapa del Tour de Guadalupe | Daniel Bonilla |

#### Campeonatos nacionales
| Fechas | Carreras | Ganador |

## Plantilla
Para años anteriores véase:Plantillas del Inteja Imca-Ridea DCT

### Plantilla 2019
| Nombre                | Nacimiento | Nacionalidad         | Equipo 2018                              |
| Miguel Luis Álvarez   | 30/12/1987 | México               | Inteja-MMR Dominican Cycling Team (2016) |
| Juan José Cueto       | 26/05/1992 | República Dominicana | Inteja Dominican Cycling Team            |
| Yonder Godoy          | 19/04/1993 | Venezuela            | Wilier Triestina-Selle Italia (2017)     |
| Abner González        | 9/10/2000  | Puerto Rico          | Neoprofesional                           |
| William Guzmán        | 06/04/1992 | República Dominicana | Inteja Dominican Cycling Team            |
| Juan Ramón Juárez     | 12/11/1983 | México               | Tequila Afamado (2009)                   |
| Diego Milán           | 10/07/1985 | República Dominicana | Inteja Dominican Cycling Team            |
| Adrián Núñez          | 01/10/1991 | República Dominicana | Inteja Dominican Cycling Team            |
| Leonel Quintero       | 13/03/1997 | Venezuela            | Start Team Gusto                         |
| Elvis Reyes           | 27/01/1995 | Puerto Rico          | Neoprofesional                           |
| Rafael Agustín Tejada | 14/07/1995 | República Dominicana | Inteja-MMR Dominican Cycling Team (2015) |

1. ↑  Hasta el 19 de mayo.
2. ↑  Desde el 1 de junio.
3. ↑  Hasta el 1 de abril.